# HMS Petard (G56)
HMS Petard (G56) là một tàu khu trục lớp P được Hải quân Hoàng gia Anh Quốc chế tạo trong Chương trình Khẩn cấp của Chiến tranh Thế giới thứ hai. Được đưa vào hoạt động năm 1942, Petard có thành tích nổi bật do đã đánh đắm một tàu ngầm của mỗi nước thuộc Phe Trục trong Chiến tranh Thế giới thứ hai: tàu ngầm Đức U-559, tàu ngầm Ý Uarsciek và tàu ngầm Nhật Bản I-27.  Thủy thủ đoàn của con tàu còn tịch thu được từ chiếc U-559 một máy mật mã Enigma bốn bánh xe kiểu mới cùng các bảng mật mã kèm theo. Nó là một trong số chỉ ba chiếc lớp P trong tổng số tám chiếc ban đầu sống sót qua chiến tranh trong tình trạng còn hoạt động.

## Thiết kế và chế tạo
Petard nguyên được đặt hàng như là chiếc Persistent cho xưởng tàu của hãng Vickers Armstrong tại Walker-on-Tyne vào ngày 2 tháng 10 năm 1939, như một phần của Chương trình Khẩn cấp Chiến tranh. Nó được đặt lườn vào ngày 26 tháng 12 năm 1939, được đổi tên trước khi được hạ thủy vào ngày 27 tháng 3 năm 1941; và hoàn tất vào ngày 15 tháng 6 năm 1942. Thoạt tiên nó mang ký hiệu lườn G56, nhưng được đổi thành F56 sau chiến tranh.
Petard được trang bị và bàn giao cho một thủy thủ đoàn hầu như chưa có kinh nghiệm vào ngày 15 tháng 7 năm 1942. Cho dù con tàu được trang bị radar, đây chỉ là kiểu tương đối sơ khai, nên nhu cầu trinh sát tốt được xem là thiết yếu.

## Lịch sử hoạt động
Petard bắt đầu hoạt động từ cuối tháng 7 trong thành phần hộ tống cho một đoàn tàu vận tải đi sang Trung Đông, Đoàn tàu WS 21, ngang qua mũi Hảo Vọng. Đây là một chuyến đi đầy rủi ro, khi hai thủy phi cơ Sunderland bị rơi do các pháo thủ của đoàn tàu bắn nhầm, và một tàu hộ tống khác, chiếc HMS Ledbury, va chạm với một con tàu thuộc Đoàn tàu MG 81 đi ngược chiều trong hoàn cảnh sương mù.
Dừng lại để tiếp nhiên liệu tại Simonstown, Nam Phi, thủy thủ đoàn của con tàu có được vài ngày nghỉ ngơi. Phần còn lại của hành trình ngang qua lối phía Đông Madagascar và xuyên qua Hồng Hải, rồi băng qua kênh đào Suez, diễn ra mà không gặp sự cố nào.

### Địa Trung Hải
Đưa đoàn tàu vận tải đến đích, Petard gia nhập Chi hạm đội Khu trục 12 tại Port Said vào ngày 22 tháng 9. Hai ngày sau, nó sử dụng những khẩu pháo lần đầu tiên trong chiến tranh, nhắm vào ba máy bay ném bom Ju 88 với kết quả không thể xác định. Trong vài ngày tiếp theo, nó cùng tàu khu trục Hy Lạp Vasilissa Olga (D15) tham gia tuần tra chống tàu ngầm, và tập trận cùng với các tàu ngầm Đồng Minh. Vào ngày 12 tháng 10, nó cùng Onslow di chuyển đến Haifa để hộ tống cho tàu tuần dương Arethusa đi Alexandria. Chuyến đi bao gồm các hoạt động thực hành và chiến thuật nhằm bảo vệ đoàn tàu, có sự tham gia của các tàu tuần dương HMS Cleopatra, Orion và Euryalus cùng các tàu khu trục hộ tống khác. Vào ngày 24 tháng 10, nó tham gia một hoạt động nhưng sau cùng bị hủy bỏ nhằm đánh chặn một lực lượng Đức hướng đến Síp.

#### Đánh chìm tàu ngầmU-559
Vào ngày 30 tháng 10 năm 1942, một thủy phi cơ Sunderland báo cáo phát hiện một tàu ngầm đối phương về phía Bắc khu vực đồng bằng sông Nile. Petard đã cùng với Pakenham, Dulverton, Hurworth và Hero tham gia vào việc đánh chìm tàu ngầm Đức U-559. Sau nhiều giờ tìm kiếm và tấn công bằng mìn sâu, chiếc U-boat bị buộc phải nổi lên mặt nước. Cả Petard lẫn Hurworth đã đối đầu với chiếc U-boat bằng hỏa lực pháo QF 2 pounder “pom-poms” và Oerlikon 20 mm sau khi dàn pháo chính 4 inch tỏ ra không hiệu quả. Với sự chiếu sáng từ đèn pha tìm kiếm của Petard và Hurworth, Trung úy Anthony Fasson và thủy thủ Colin Grazier đã bơi qua chiếc U-boat, đi xuống bên dưới để lúc soát, tìm được một máy Enigma bốn bánh xe kiểu mới, sổ mật mã cùng các tài liệu quan trọng khác được thu thập để chuẩn bị chuyển sang Petard. Họ được giúp đỡ bởi Tommy Brown, một thiếu sinh Hải quân 16 tuổi phục vụ tại phòng ăn của Petard. vốn đã trèo qua chiếc U-Boat từ một xuồng whaler do Thiếu úy Connell điều khiển cặp sang mạn trái chiếc U-boat trong bóng đêm. Fasson và Grazier đã không kịp thoát ra khỏi chiếc tàu ngầm khi nó chìm một cách nhanh chóng; Brown kịp thoát ra vào giây sau cùng và được chiếc xuồng whaler cứu vớt. Tuy nhiên, đã không thể thu được máy Enigma bốn bánh xe trong trận này, họ chỉ thu được các bảng mật mã. Bản thân máy Enigma đã bị đắm cùng với chiếc U boat.
Petard rời khu vực đi Haifa, đánh điện báo cáo đã tịch thu được những tài liệu mật. Các bảng mật mã mà họ tịch thu được vô cùng quý giá cho những người giải mật mã Ultra tại Bletchley Park, Anh Quốc; chỉ trong vòng sáu tuần sau đó, người ta đọc được nhiều bức điện của các tàu U-boat. Báo cáo của Bộ Hải quân Anh về vụ đánh chìm nhận xét: "Trận chiến thắng được chủ yếu là nhờ sự bền bỉ." Viên sĩ quan phòng máy Đức cho rằng trước khi bỏ tàu anh ta đã mở các van làm ngập nước. Brown được trao tặng Huân chương George. Fasson và Grazier mỗi người đều được truy tặng huân chương Chữ thập George.

#### Hộ tống vận tải
Cùng với tàu chị em HMS Paladin, Petard được lệnh đi đến cảng Alexandria vào ngày 9 tháng 11, và nhắm các ống phóng ngư lôi của họ vào các tàu chiến thuộc hạm đội của phe Vichy Pháp trong lúc diễn ra các cuộc thương lượng nhằm chuyển giao chúng sang quyền chỉ huy của phe Đồng Minh. Hầu như ngay sau khi kết thúc cuộc đàm phán thành công, nó khởi hành cùng Queen Olga trong thành phần hộ tống cho hai tàu tiếp liệu, có ba tàu quét mìn dẫn trước, cho điểm đến là Mersa Matruh, vốn được cho là đã được tái chiếm từ tay phe Trục. Sáng sớm ngày 12 tháng 11, một máy bay ném bom Junkers Ju 88 xuất hiện, rõ ràng là trong một phi vụ trinh sát. Người ta nghi ngờ về tình trạng thực sự của Mersa Matruh; cho đến khi màn hình radar xuất hiện tín hiệu của nhiều máy bay đối phương đang tiếp cận đoàn tàu. Mười chiếc Ju 88 bắt đầu ném bom tầm cao; Petard là chiếc duy nhất có thể đối phó với chúng bằng hỏa lực phòng không. Mặc dù Queen Olga có cỡ nòng pháo lớn hơn, chúng không thể có góc nâng đủ cao để hoạt động như một vũ khí phòng không. Sau loạt ném bom vốn không ghi được quả nào trúng đích, những chiếc máy bay bắt đầu tách ra để tấn công riêng lẽ, lúc mà mọi vũ khí từ các con tàu có thể phát huy tác dụng ở tầm gần. Trận đánh được rút ngắn khi bốn máy bay tiêm kích Supermarine Spitfire xuất hiện tấn công các máy bay ném bom. Đoàn tàu chỉ bị thiệt hại nhẹ; nhưng dù sao cũng được lệnh quay trở lại Port Said, nơi các tàu buôn được lệnh di chuyển một mình đến Alexandria.

#### Đoàn tàu MW 13 và Chiến dịch Stoneage
Chiến dịch Stoneage là một nỗ lực nhằm tiếp liệu cho Malta đang bị phong tỏa, bao gồm bốn tàu buôn được thoạt tiên hộ tống bởi chín tàu chiến trong đó có Petard. Lực lượng bảo vệ được tăng cường thêm bởi ba tàu tuần dương và 14 tàu khu trục vốn đã khởi hành hướng đến Malta vào ngày 17 tháng 11. Chỉ có một sự cố liên quan đến Petard trong hoạt động ban đầu này, khi trinh sát viên trông thấy và cứu vớt được năm thành viên một đội bay Không quân Hoàng gia Anh trên một chiếc bè; vốn bị bắn rơi một ngày trước đó. Cuộc không kích đầu tiên của đối phương do những máy bay của Không quân Ý thực hiện ở tầm cao vào lúc xế trưa, nhưng không gây thiệt hại nào đáng kể; rồi được tiếp nối bởi những nhóm nhỏ máy bay Ý và Đức, vốn không có được thành công nào. Chỉ đến khi trời sụp tối, đoàn tàu mới chịu đựng thử thách đáng kể đầu tiên, khi sáu chiếc Ju 88 mang ngư lôi tấn công đoàn tàu từ nhiều hướng. Các con tàu phải cơ động né tránh; một số con tàu phía ngoại vi chịu đựng hư hại nhẹ do mảnh đạn pháo nổ gần đó.
Sáng hôm sau, lại có thêm những cuộc tấn công khác của phe Trục, nhưng những quả bom ném không chính xác do hoàn cảnh mây mù, hỏa lực phòng không của các tàu hộ tống và sự hiện diện của những máy bay tiêm kích Bristol Beaufighter bên trên đoàn tàu. Một đợt tấn công ít rời rạc hơn cả do sáu chiếc Ju 88 thực hiện bên mạn phải, nơi Petard là chiếc cuối cùng trong hàng. Kết quả chỉ là một số quả bom ném suýt trúng và sự cơ động của các tàu hộ tống. Đến xế chiều ngày 18 tháng 11, một lực lượng 26 chiếc Ju 88 chia thành ba nhóm tấn công đoàn tàu, lẫn khuất trong ánh sáng của một loạt những pháo sáng được thả. Hỏa lực phòng không của những tàu hộ tống bắn ra mọi hướng, cố gắng xua đuổi những kẻ tấn công. Trong khi trận chiến lộn xộn diễn ra, tàu tuần dương HMS Arethusa trúng một quả ngư lôi; Petard và HMS Javelin được cho tách ra để trợ giúp nó. Với tư cách sĩ quan cao cấp hơn, Hạm trưởng Thornton của Petard ra lệnh cho Javelin quay trở lại cùng đoàn tàu vận tải, vì sự sống còn của Malta phải được đặt ưu tiên hơn số phận của Arethusa, và đoàn tàu vận tải cần mọi con tàu hộ tống. Nó sau đó tiến hành càn quét với sonar ASDIC đảm bảo không có hoạt động của tàu ngầm đối phương ở khu vực lân cận, và chuẩn bị kéo chiếc tàu tuần dương bị hư hại.

#### Trợ giúp HMSArethusa
Khi mọi thứ đã sẵn sàng, Petard bắt đầu kéo Arethusa, đạt được tốc độ 10 kn (19 km/h) trong giờ đầu tiên. Arethusa bị nghiêng một góc 15° nhưng giảm còn 5° sau sáu giờ nhờ phóng bỏ những vật dụng bên trên và chuyển vị trí các thùng chứa nhiên liệu; điều này cũng giúp cải thiện việc lái tàu. Họ trao đổi tín hiệu với nhau về khả năng gia tăng tốc độ để có thể vào bên trong vùng bảo vệ phòng không trước khi trời sáng; nhưng công việc bị gián đoạn khi dây cáp bị đứt. Nó được nối lại và việc kéo đi được tái tục ở tốc độ 5 kn (9,3 km/h). Lúc bình minh ngày 19 tháng 11, hai con tàu bị một máy bay trinh sát Đức dõi theo, vốn bị hai chiếc máy bay Beaufighter đánh đuổi, nhưng cũng kịp báo cáo tọa độ của hai con tàu. Hai đợt ném bom tầm cao của đối phương diễn ra nhưng bị đánh trả bởi sự kết hợp hỏa lực phòng không của các con tàu và các máy bay Beaufighter hộ tống.
Thời tiết xấu hơn gây thêm nhiều áp lực trên lườn chiếc tàu tuần dương, nên người ta quyết định kéo Arethusa với đuôi đi trước. Dây cáp được tháo ra và nối lại với một chút khó khăn; lúc mà Thornton đã thường trực trên cầu tàu suốt ba ngày ròng, và ban tham mưu trên cầu tàu cũng vô cùng mệt mỏi. Sau khi được các thủy thủ không ở trong ca trực nối lại cáp, chiếc tàu tuần dương được tiếp tục kéo về Alexandria với tốc độ 3 kn (5,6 km/h). Một đợt tấn công quyết liệt khác diễn ra lúc xế trưa bởi bốn chiếc Ju 88. Petard bị vây quanh bởi những quả bom ném suýt trúng; quả gần nhất chỉ cách con tàu 15 yd (14 m), nhưng một lần nữa nó thoát được mà không bị hư hại. Arethusa chịu đựng tổn thất 157 người thiệt mạng, và hạm trưởng nằm trong số những người bị thương; thủy thủ đoàn của Petard được nghỉ ngơi đôi chút sau khi phải trực chiến hầu như liên tục. Dù sao tin vui nhận được là Đoàn tàu MW 13 đã đến được Malta thành công, chuyến đầu tiên sau gần hai năm. Đến giữa trưa ngày 19 tháng 11, cơn bão lắng dịu; và hai chiếc tàu kéo xuất phát từ Alexandria đã ra thay phiên trong việc kéo chiếc tàu tuần dương trở về cảng, vốn hoàn tất vào ngày 20 tháng 11.

#### Các chuyến hộ tống vận tải khác
Vào ngày 23 tháng 11, Petard dẫn trước Paladin hộ tống hai tàu buôn để đi đến Mersa Matruh, và một tàu buôn tuần dương vũ trang chuyên chở lực lượng tăng viện đi Tobruk. Việc đi vào cảng bị chiến tranh tàn phá gặp khó khăn do những xác tàu và vận cản dưới nước. Thornton đã lên bờ trong một chuyến thị sát cùng vị chỉ huy đơn vị đồn trú. Trong chuyến quay trở về Port Said hai chiếc tàu khu trục tách ra: Paladin đi vào cảng trong khi Petard hộ tống một đoàn tàu hỗn hợp đi dọc bờ biển đến Alexandria. Tuy nhiên nó lại được lệnh đưa đoàn tàu quay trở lại Port Said do phía Đức vừa rải một bãi mìn khiến mất một tàu quét mìn.
Một đoàn tàu vận tải Malta khác, MW 14, dưới tên mã Chiến dịch Portcullis, được thực hiện chỉ 15 ngày sau chuyến trước. Bốn tàu buôn bao gồm một tàu chở dầu sẽ được hộ tống đến hòn đảo bị bao vây bởi một lực lượng tàu chiến có số lượng và sức mạnh tương đương với đoàn tàu MW 13. Vào ngày thứ hai, một sự trùng hợp đáng kể xảy ra khi đội bay của một máy bay ném bom Vickers Wellington được Petard cứu vớt tại cùng khu vực trước đó. Đội bay này cũng đã bị trôi dạt trong 24 giờ sau khi bị bắn rơi. Các tàu buôn rỗng, như là Đoàn tàu ME 11, quay trở lại Port Said. Chính trong hành trình này mà Petard bắn rơi chiếc máy bay đối phương đầu tiên vào ngày 7 tháng 12 năm 1942.
Petard và Queen Olga đi đến để trợ giúp một đoàn tàu vận tải nhỏ vốn liên tục phải chịu đựng không kích đối phương. Các tàu khu trục được chuyển hướng từ một chuyến đi đến Malta với hàng hóa phụ tùng quan trọng. Đi đến Tobruk, họ trải qua một đêm tương đối bình yên trước khi đi đến Benghazi vào ngày 13 tháng 12. Một cuộc không kích nặng nề diễn ra khi hai con tàu đi vào cảng, nơi một tàu chở dầu bị đánh trúng và bốc cháy. Bối cảnh ác liệt này không ngăn trở những binh lính Anh cần mẫn chất dỡ những hàng tiếp liệu cần thiết cho họ.

#### Đánh chìm tàu ngầmUarsciek
Trên đường đi từ Benghazi đến Malta cùng với Queen Olga vào ngày 15 tháng 12, Petard vẫn dưới quyền chỉ huy của Thiếu tá Hải quân Thompson, đã đối đầu và đánh chìm chiếc tàu ngầm Ý lớp Adua Uarsciek. Thoạt tiên người ta cho rằng có thể Uarsciek là chiếc tàu ngầm Anh P-35, nhưng trong bóng đêm con tàu Ý đã phóng hai quả ngư lôi mà Petard đã cơ động lẩn tránh được. Nó sau đó đáp trả bằng hai lượt tấn công bằng mìn sâu cùng một lượt khác của Queen Olga, vốn đã buộc chiếc tàu ngầm bị hư hại phải nổi lên mặt nước cách Petard khoảng 200 yd (180 m). Đối phương bị chiếu sáng bởi đèn pha của cả hai chiếc tàu khu trục, và tiếp tục bị tấn công bằng hải pháo; Petard đã đánh chìm tàu ngầm đối phương bằng cách húc vào nó không lâu sau đó. Hai chiếc tàu khu trục được chào đón nhiệt liệt tại Malta do chiến công này. Petard sau đó trải qua một thời gian trong ụ tàu tại Alexandria để sửa chữa như hư hại của mũi tàu do cú va chạm.

### 1943
Petard sau đó hộ tống một đoàn tàu vận tải đi Alexandria, rời Haifa vào ngày 31 tháng 12. Nó lại phải trở vào ụ tàu một lần thứ hai sau khi phát hiện những sửa chữa trước đó chưa thỏa đáng. Hoàn tất việc chạy thử máy sau sửa chữa, cùng với được lệnh đi về phía Nam, băng qua kênh đào Suez để đi vào Hồng Hải, với mục đích gặp gỡ Đoàn tàu Phomplett ngoài khơi đảo Perim. Đoàn tàu tuy đông nhưng rỗng này hướng đến Colombo, Ceylon, và được hộ tống đi đến một điểm hẹn giữa Ấn Độ Dương nơi chúng được bàn giao cho các tàu chiến thuộc Hạm đội Đông vào ngày 8 tháng 2 năm 1943. Chi hạm đội Khu trục 12 sau đó quay mũi, và trên đường quay trở về họ đi băng ngang chiếc tàu tuần dương bị hư hại Arethusa vốn đang trên đường đi sang Hoa Kỳ để được sửa chữa triệt để.
Để hỗ trợ cho cuộc tiến quân của Tập đoàn quân 8 sang phía Tây, Petard nằm trong thành phần hộ tống một đoàn tàu 24 chiếc hướng đến Tripoli; khởi hành từ Alexandria vào ngày 17 tháng 2. Đến nơi mà không gặp sự cố nào vào ngày 21 tháng 2, lối ra vào cảng lại còn bị phong tỏa một phần khiến các tàu vận tải phải chuyển hành khách và hàng hóa sang những tàu nhỏ và xuồng đổ bộ. Chiều tối hôm đó chiếc tàu khu trục lên đường đi Tobruk cùng một tàu chở quân, và trong sáu ngày tiếp theo đã làm nhiệm vụ con thoi đi đến khu vực mặt trận mới về phía Tây Tripoli. Chi hạm đội Khu trục 12 giờ đây đặt căn cứ tại Malta, phản ảnh xu hướng phát triển của tình hình; Petard cùng nhiều tàu chiến khác đã tham gia Chiến dịch Retribution, một nỗ lực của phía Đồng Minh ngăn trở Đức và Ý tăng viện cho lực lượng phe Trục trú đóng tại Tunisia. Các lực lượng hải quân cũng được huy động để ngăn chặn việc triệt thoái hay đào thoát. Một trong những cuộc càn quét Retribution đầu tiên được Pakenham, Queen Olga và Petard thực hiện vào ngày 16 tháng 3, và sau này các cuộc càn quét như vậy mang biệt danh "The Club Runs".
Petard và các tàu cùng đi tiếp tục làm nhiệm vụ hộ tống vận tải. Một đoàn tàu vận tải do họ hộ tống đã bị sáu máy bay ném bom bổ nhào Junkers Ju 87 (Stuka) tấn công dưới sự bảo vệ của những máy bay tiêm kích Messerschmitt Bf 109. Khi những chiếc Stuka bắt đầu bổ nhào từ hướng mặt trời theo phương gần như thẳng đứng, các khẩu pháo 4 inch góc cao của nó đã nổ súng dày đặc trong khi con tàu cơ động né tránh. Ba máy bay đối phương đã bị bắn rơi; một chiếc trong số đó bởi các máy bay Beaufighter bay kèm và rơi ngay sát cạnh Queen Olga.  Sau đó Petard, có sự tháp tùng của Paladin, tham gia một cuộc đột kích tốc độ cao nhằm bắn phá cảng Sousse tại Tunisia vào đầu tháng 4. Sử dụng những hải đồ thu được Uarsciek, từ hai con tàu đã băng qua các bãi mìn và né tránh các tàu ngầm U-boat Đức trước khi đi đến mục tiêu. Khi rút lui, chúng bị nhiều tàu phóng lôi E-boat đánh chặn. Cả hai chiếc tàu khu trục bị bắn phá bởi hỏa lực súng máy nhưng không chịu thương vong và chỉ bị thiệt hại nhẹ.
Petard không được may mắn như thế vào ngày 24 tháng 4, khi nó bị càn quét bởi một hay nhiều máy bay không rõ nhận dạng. Bốn người đã thiệt mạng và được chôn cất ngoài biển, cùng một người từ trần sau đó tại Malta; và mười người khác bị thương. Khi các chiến dịch tại Bắc Phi sắp đến hồi kết thúc, nó đã cùng với Paladin và HMS Nubian tấn công và đánh chìm chiếc tàu buôn Ý Compobasso cùng tàu khu trục Perseo ngoài khơi mũi Bon; chiếc tàu khu trục đối phương đã nổ tung trong tầm nhìn của vị trí cố thủ cuối cùng của phe Trục vào ngày 4 tháng 5. Một tàu bệnh viện đối phương đã bị chặn bắt và được điều ra hiện trường để vớt những người sống sót.
Một tình huống khó khăn diễn ra khi Petard tiếp cận một xuồng đổ bộ kéo theo một xuồng chèo cách Kelibia 30 nmi (56 km) vào ngày 9 tháng 5. Hai chiếc xuồng chở theo 14 người: hai phi công Không quân Hoàng gia vốn bị bắn rơi, mười người Đức và hai người Ý đang tìm cách thoát đi Sicily. Người Đức đã bắt các phi công và buộc những người Ý chuyển sang chiếc thuyền chèo; tuy nhiên những người Ý vẫn còn cầm vũ khí khi bị chiếc tàu khu trục phát hiện. Sau khi đi đến ngoài khơi Sousse, các phi công và tù binh được chuyển sang một tàu khác. Sau đó, để giúp vào việc nhận diện trợ giúp tại vùng biển giữa Tunisia và Sicily, người ta quyết định sơn màu đỏ lên cầu tàu của mọi con tàu Đồng Minh.

#### Chiến dịch Sicily
Phía Đồng Minh sau đó chuyển trọng tâm chú ý sang Sicily, và Petard được tham gia từ khởi đầu. Vào đúng ngày binh lính phe Trục đầu hàng tại Bắc Phi, 12 tháng 5, nó tham gia cùng Nubian và Isis trong thành phần hộ tống cho tàu tuần dương Orion, vốn nằm trong tầm bắn của các khẩu pháo phòng thủ duyên hải 11 inch trên đảo Pantellaria; đối phương đã bắn hai loạt pháo vây bọc chung quanh Petard. Một loạt đạn pháo thứ ba trúng sát cạnh con tàu đến mức gây những hư hại đáng kể, buộc những máy bơm nước phải hoạt động suốt hành trình quay trở về Malta.
Vào ngày 16 tháng 5, Petard vớt bốn người Đức trên một bè cứu sinh làm bằng những thùng nổi, tình trạng sức khỏe của họ đã ở mức nguy kịch. Sang ngày hôm sau, nó chặn bắt một tàu bệnh viện Đức. Một đội đổ bộ đã sang điều tra con tàu, phát hiện những người không bị thương mặc quần áo dân sự, nên còn tàu bị áp giải về Malta để thẩm vấn những hành khách trên tàu. Trên đường đi, một đại đội bộ binh và một số lực lượng hỗ trợ xuất hiện từ những nơi ẩn nấp; vũ khí tự động, đạn dược và chất nổ được tìm thấy trên tàu sau đó. Trong một chuyến tuần tra giữa mũi Bon và Mattimo, Petard và Paladin phát hiện một thủy phi cơ Supermarine Walrus bị buộc phải hạ cánh xuống nước do hỏng động cơ. Petard đã kéo chiếc thủy phi cơ bị hỏng về căn cứ trước đây của Pháp tại Bizerta vào ngày 10 tháng 6.
Hy vọng của thủy thủ đoàn được quay về nhà bùng lên rồi dập tắt, khi Petard băng ngang Gibraltar để tiến ra Đại Tây Dương, nhưng chỉ để gặp gỡ lực lượng tấn công đổ bộ lên Sicily. Nó hoạt động tuần tra trong ngày 10 tháng 7, ngày đầu tiên của cuộc đổ bộ, rồi lại đi đến Malta đón lên tàu vị Tổng tư lệnh Tối cao lực lượng Đồng Minh, tướng Dwight Eisenhower cùng ban tham mưu của ông, lên tàu vào ngày 14 tháng 7. Nó đưa vị Tổng tư lệnh đến các bãi đổ bộ của quân Anh ở Pachino và vịnh Noto; và sau khi tham dự hai cuộc hội đàm, tướng Eisenhower quay trở lại tàu cho chuyến đi quay trở về Malta.
Đang khi bắn phá một tuyến đường gần Catania cùng ba tàu khu trục khác vào ngày hôm sau, nó bị bắn trúng một quả đạn pháo từ một xe tăng đối phương. Quả đạn pháo xuyên qua con tàu nhưng chỉ gây thiệt hại nhẹ. Nó tiếp tục tham gia các đợt bắn phá khác, và trong một dịp đã suýt trúng một quả ngư lôi phóng từ máy bay đối phương. Nó bị hư hại vào ngày 30 tháng 7, khi chạy cặp bên mạn thiết giáp hạm Warspite với tốc độ cao, phải quay về Malta để sửa chữa.

#### Chiến dịch Ý
Đến giữa tháng 8, công việc chiếm đóng Sicily hoàn tất; Tập đoàn quân 8 dưới quyền tướng Bernard Montgomery giờ đây có thể tập trung mọi nỗ lực vào lục địa Ý. Trong một tháng tiếp theo sau, Petard hầu như được sử dụng vào nhiệm vụ hộ tống vận tải, bao gồm hoạt động nằm trong thành phần lực lượng 23 tàu khu trục hộ tống cho các tàu sân bay Illustrious và Formidable cùng các thiết giáp hạm Nelson, Rodney, Warspite và Valiant. Đến ngày 15 tháng 9, lực lượng tấn công tại các bãi đổ bộ Salerno lâm vào tình thế nguy cấp; và vị chỉ huy trên bờ phải kêu gọi hỗ trợ bằng hỏa lực hải pháo bổ sung. Warspite và Valiant là những chiếc đã ứng cứu, trong khi Petard trợ giúp bằng cách đưa Sĩ quan Trinh sát Tiền phương (FOO) của Warspite lên bờ bằng xuồng của nó, rồi ở lại gần bờ hỗ trợ bằng chính hỏa lực của nó. Nỗ lực này đã giúp giải tỏa được tình thế.
Chiều tối hôm đó, trong một đợt phòng thủ chống trả đợt tấn công của máy bay ném bom và phóng ngư lôi Đức, Petard mắc tai nạn bị bắn nhầm từ Warspite. Một quả đạn pháo 6 inch, được cho là bắn từ chiếc thiết giáp hạm, đã trúng vào phòng ăn của thủy thủ, khiến hai người thiệt mạng và sáu người khác bị thương. Sang đầu tháng 10, nó đặt căn cứ tại Brindisi, nơi nó vượt biển Adriatic truy lùng tàu bè Đức trong các vịnh nhỏ giữa đảo Iasun và Dubrovnik. Nó rời khu vực quay trở về Malta để tiếp nhiên liệu trước khi đi đến quần đảo Dodecanese, nơi nó nhận được tin tức chiếc Queen Olga bị mất.

#### Biển Aegean
Petard tham gia Chiến dịch Aegean, nơi sẽ mang biệt danh "Nghĩa địa của các tàu khu trục", bắt đầu từ ngày 7 tháng 10 năm 1943, lúc đảo Cos rơi vào tay quân Đức. Nó cùng với tàu khu trục Panther hộ tống cho chiếc tàu tuần dương phòng không Carlisle và hai tàu khu trục hộ tống lớp Hunt truy tìm vào ban đêm một lực lượng Đức được cho là đang hướng đến đảo Leros. Họ rút lui lúc bình minh, khi hai chiếc Hunt được thay phiên bởi Rockwood và tàu khu trục Hy Lạp Miaoulis. Hải đội năm tàu chiến này bị mười sáu máy bay ném bom bổ nhào Junkers Ju 87 tấn công; Panther bị đánh chìm và Carlisle bị hư hại quá mức có thể sửa chữa sau khi bị đánh trúng bốn lần. Tình hình càng thêm nghiêm trọng do việc hỗ trợ trên không giảm bớt do việc những chiếc máy bay tiêm kích P-38 Lightning Hoa Kỳ đặt căn cứ tại Bắc Phi bị điều sang khu vực giữa Địa Trung Hải. Petard thực hiện hai chuyến vận chuyển đến Leros vào ban đêm cùng với binh lính, xe cộ và tiếp liệu, ẩn nấp trong vùng biển trung lập Thổ Nhĩ Kỳ vào ban ngày. Một dự định tăng viện thứ ba bị hủy bỏ khi nó đang ở lại cảng Leros do việc bị ném bom ác liệt.
Các hoạt động tăng viện được tiếp tục thực hiện với những mức độ thành công khác nhau. Không kích của đối phương không phải là mối lo ngại duy nhất; một mối đe dọa khác là bởi thủy lôi. Vào ngày 22-23 tháng 10, Petard cùng với tàu khu trục Eclipse đã phản ứng sau việc mất chiếc Hurworth và tàu khu trục Hy Lạp Adrias, vốn mất một phần ba phần trước mũi trước khi bị mắc cạn, đi vào một bãi mìn về phía Đông đảo Kalymnos. Eclipse bị đắm với tổn thất nhân mạng nặng nề, nhưng Petard vớt những người sống sót và rút lui an toàn. Vào ngày 24-25 tháng 10, sau khi cho đổ bộ một đội thủy binh lên Leros, nó đi đến một vịnh nhỏ của Thổ Nhĩ Kỳ để ẩn náu trong ngày. Con tàu liên tục bị người Thổ dò xét và máy bay Đức vây quanh. Trong một dịp khác, sĩ quan Thổ Nhĩ Kỳ lên tàu để xem khi nào nó có thể lên đường. Chỉ sau khi trưng ra một động cơ bị tháo rời, nhưng vẫn còn hoạt động tốt, và trình bày việc cần phải sửa chữa trước khi có thể lên đường mới giải quyết được mối quan hệ.
Trong chuyến đi tiếp theo tại vùng biển Aegean, Petard dẫn đầu một chi hạm đội ba tàu khu trục chất đầy người và hàng tiếp liệu để gặp gỡ tàu tuần dương Aurora vào ngày 30 tháng 10. Dàn hỏa lực phòng không bổ sung của nó nhanh chóng được huy động. Sau khi chống trả được một đợt ném bom tầm cao có sự giúp sức của các máy bay tiêm kích Beaufighter, một đợt không kích khác của 14 chiếc Ju 87 đã đánh trúng Aurora giữa tàu, khiến 46 người thiệt mạng và 20 người khác bị thương. Aurora phải rút lui dưới sự hộ tống của Beaufort, để lại Petard và Belvoir phải hoàn tất nhiệm vụ đi đến Leros. Tiếp tục bị quấy rối bởi các vụ ném bom, hai con tàu tiếp tục hành trình; Belvoir may mắn thoát khỏi phá hủy khi một quả bom ném trúng nó không phát nổ, được tìm thấy sâu trong lườn tàu. Quả bom được mang lên sàn tàu và ném xuống biển.
Trong chuyến tuần tra tiếp theo cùng hai tàu khu trục hộ tống Rockwood và ORP Krakowiak của Hải quân Ba Lan vào ngày 9 tháng 11, radar của Petard đã bắt được tín hiệu một mục tiêu tại khu vực phụ cận đảo Kalymnos, vốn là một tàu đổ bộ có hai tàu buồm caïque đi kèm chất đầy binh lính. Cả ba con tàu đã nổ súng vào nhóm tàu đối phương. Sau đó Krakowiak bắn đạn pháo sáng bên trên cảng Kalymnos, phát hiện một tàu buôn nhỏ của đối phương, và bị các tàu khu trục bắn cháy. Petard hướng thẳng vào cảng để khẳng định tiêu diệt chiếc tàu buôn và bắn một quả ngư lôi ở lối ra vào cảng. Máy bay đối phương xuất phát từ đảo Kos bị hỏa lực phòng không ngăn chặn. Trên đường rút lui Rockwood bị một quả bom lượn Henschel Hs 293 đánh trúng; và cho dù quả bom không kích nổ, nó vẫn gây ra một đám cháy lớn. Con tàu bị hư hại đến mức nó phải nhờ Petard kéo đi; công việc được tiến hành bất chấp các đợt không kích rải rác của đối phương,  và được kéo đến một vị trí trú ẩn tạm thời trong một vịnh thuộc vùng biển Thổ Nhĩ Kỳ trung lập, nơi nó được sửa chữa tạm thời. Rockwood cuối cùng được kéo về Alexandria.
Hoạt động sau cùng của Petard tại vùng biển Aegean là vào ngày 19 tháng 11, khi nó hỗ trợ cho việc triệt thoái lực lượng Anh khỏi Leros; tuy nhiên nó không tìm thấy binh lính nào thoát ra được. Con tàu được lệnh đi đến Haifa, Palestine để bảo trì nồi hơi và nghỉ ngơi dịp lễ Giáng Sinh, trước khi được biệt phái dài hạn sang Viễn Đông để chiến đấu chống lại Nhật Bản.

### 1944

#### Viễn Đông
Một hạm đội được tập trung tại Alexandria vào tháng 1, 1944, và đã băng qua kênh đào Suez để hướng sang khu vực Đông Ấn thuộc Hà Lan và Thái Bình Dương; Petard đảm trách vai trò hộ tống như thường lệ. Sau các cuộc thực hành chiến thuật và tập trận trên đường đi, tàu sân bay Unicorn (I72) và tàu chiến-tuần dương Renown (1916) được cho tách ra vào ngày 24 tháng 1 để chuyển hướng đến cảng Cochin ở phía bờ biển Tây Nam bán đảo Ấn Độ, và Petard nằm trong thành phần hộ tống cho chúng. Sau khi đi đến Trincomalee, Ceylon vào ngày 28 tháng 1, Petard và Paladin nổi bật giữa hạm đội với những tấm vỏ thép chắp vá và rỉ sét; chúng nhanh chóng được chuyển đến xưởng tàu để sơn lại. Một vấn đề khác cho Petard là dàn pháo chính của nó bắn loại đầu đạn pháo bán xuyên giáp (SAP); nhưng tại cả Alexandria lẫn Trincomalee đều không có dự trữ loại đạn pháo này. Vấn đề được khẩn cấp báo cáo lên cấp chỉ huy.
Hai chiếc tàu khu trục đã tham gia vào việc hộ tống Đoàn tàu KR-9 trong Ấn Độ Dương, trong chặng cuối của hành trình đi từ Kilindini đến Colombo. Vào ngày 10 tháng 2, hai con tàu rời một điểm tiếp nhiên liệu tại đảo san hô Addu và di chuyển về phía Tây dọc đường xích đạo để gặp gỡ đoàn tàu vận tải. Hai ngày sau, dưới quyền chỉ huy của hạm trưởng mới, Trung tá Hải quân Rupert Egan vừa mới được thăng chức, Petard tham gia vào sự kiện đánh chìm chiếc tàu ngầm Nhật Bản I-27, một tàu ngầm lớp B1, sau khi đối phương phóng ngư lôi đánh chìm chiếc tàu chở quân Khedive Ismail.

#### Đánh chìmI-27
Trong một ngày mà hoàn cảnh thời tiết trời quang và biển lặng, thủy thủ thấy rõ sóng biển mà các quả ngư lôi tạo ra khi chúng hướng tới Khedive Ismail; chiếc tàu chở quân bị đánh trúng hai quả và đắm chỉ sau vài phút, với tổn thất nhân mạng lên đến 1.297 người. Petard phản ứng bằng những lượt tấn công bằng mìn sâu, mà thoạt tiên không mang lại hiệu quả. Mãi đến sau lượt tấn công thứ ba, một tàu ngầm nổi lên mặt nước, có kích thước xấp xỉ Petard và trọng lượng choán nước lớn hơn nhiều. Lúc này đang cứu vớt những người sống sót, Petard và Paladin đối đầu với chiếc tàu ngầm đối phương bằng dàn pháo chính 4-inch; rồi Petard ngừng bắn khi Paladin cơ động để húc vào con tàu Nhật. Do hạm trưởng của Petard là sĩ quan cao cấp hơn bởi thâm niên, Trung tá Egan ra lệnh cho tàu chị em hủy bỏ việc tấn công do nguy cơ hư hại lườn tàu. Paladin chấp hành mệnh lệnh và chuyển hướng, nhưng quán tính của sự cơ động khiến mạn tàu của nó va chạm với chiếc thủy phi cơ mà chiếc tàu ngầm mang theo, làm hư hại một đoạn lườn tàu dài 20 ft (6,1 m) và rộng 2 ft (0,61 m).
Với Paladin tạm thời bị loại khỏi vòng chiến, trách nhiệm dồn cho Petard để tiếp tục trận chiến. Nó tấn công bằng mìn sâu nhưng không có tác dụng, vì không thể cài đặt các quả mìn đủ nông để gây hư hại tàu ngầm đối phương; ít nhất nó cũng thu hút sự chú ý của đối phương khỏi tàu chị em đang bị hư hại. Petard lùi ra xa một khoảng cách để tấn công bằng hải pháo 4-inch, nhưng cũng không hiệu quả; đạn pháo bắn trúng nhưng ít gây hư hại do là loại kíp chạm nổ mà con tàu không có đạn pháo SAP. Sau đó nó cố gắng tấn công bằng ngư lôi, nhưng bảy quả đã được bắn ra mà không có dấu hiệu thành công. Đã hai giờ rưỡi trôi qua kể từ khi tàu ngầm đối phương nổi lên mặt nước.